# Polystichum wattii
Polystichum wattii är en träjonväxtart som först beskrevs av Richard Henry Beddome, och fick sitt nu gällande namn av Carl Frederik Albert Christensen. Polystichum wattii ingår i släktet Polystichum och familjen Dryopteridaceae. Inga underarter finns listade.